# Мэр Рязани
Мэр Рязани — высшее должностное лицо исполнительной власти города Рязани — центра Рязанской области, субъекта Российской Федерации. Возглавляет высший исполнительный орган власти города — Администрацию Рязани.
Мэр, во главе Администрации, управляет всеми городскими службами города, муниципальной собственностью, распоряжается выделенным бюджетом, курирует проекты развития города и осуществляет контроль за исполнением государственных, региональных и муниципальных законов. Мэр ведёт отчёт о своей деятельности перед депутатами Рязанской городской Думы и Общественной палатой города.
С 29 мая 2023 года после отставки Елены Сорокиной исполняющим обязанности мэра назначен Виталий Артёмов, ранее уже занимавший эту должность в 2010-2014 годах.

## История
Должность мэра была вновь введена в 1989 году Городским Советом. Первым в новой истории города мэром, с которого начинается современная система нумерации городских начальников стал Валерий Рюмин. Рюмин переименовал Исполнительный комитет Совета депутатов в Мэрию Рязани. С этого момента мэр стал избираться по результатам прямых равных и тайных выборов.
В 2004 году в городе назрел управленческий кризис — в Рязанской области менялся губернатор, а находящийся на тот момент в должности мэр города, Павел Маматов попал под следствие. Рязанский городской Совет принял решение отказаться от выборов мэра в пользу контрактной системы замещения должности. Первым контрактным мэром Рязани стал Фёдор Провоторов.
В 2014 году после реформы Муниципальной власти Рязанская городская Дума большинством голосов решила сохранить контрактную систему назначения мэра.

## Символы мэра Рязани
Церемониальная цепь — парадный должностной знак мэра Рязани, символ административной, правовой и финансовой самостоятельности муниципальной власти города. Знак был изготовлен в 1995 году к празднованию 900-летия города и преподнесён в качестве дара Рязани. Представляет собой медальон на широкой цепи. Он надевается при процедуре инаугурации, во время празднования Дня города, а также в любых других торжественных случаях. Цепь была создана под руководством рязанского ювелира Юрия Игоревича Осянина.

## Список мэров Рязани
| №  | Мэр                                | Фотография | Срок полномочий  | Срок полномочий  | Кол-во сроков | Назначен на должность              | Освобождён от должности                             | Партийность                                                            |
| -- | ---------------------------------- | ---------- | ---------------- | ---------------- | ------------- | ---------------------------------- | --------------------------------------------------- | ---------------------------------------------------------------------- |
| 1  | Валерий Васильевич Рюмин           |            | август 1991      | 21 марта 1994    | 1             | Рязанским городским Советом        | По собственному желанию                             | КПСС, Коммунисты России, Демократическая Россия, Радикальные демократы |
| 2  | Владимир Константинович Марков     |            | 1994             | 1996             | 1             | Рязанским городским Советом        | В связи с принятием нового Устава города            | Беспартийный                                                           |
| 3  | Павел Дмитриевич Маматов           |            | 8 декабря 1996   | апрель 2005      | 2             | По результатам прямых выборов      | Досрочное прекращение полномочий                    | КПСС, КПРФ                                                             |
| 4  | Фёдор Иванович Провоторов          |            | Январь 2006      | Март 2008        | 2 года        | Победа в конкурсе                  | По собственному желанию                             | Единая Россия                                                          |
| 5  | Олег Владимирович Шишов            |            | 2008             | 2010             | 2 года        | Победа в конкурсе                  | Отстранён городской думой в связи с утратой доверия | Беспартийный                                                           |
| 6  | Виталий Евгеньевич Артёмов         |            | 11 ноября 2010   | 30 октября 2014  | 4 года        | Победа в конкурсе                  | По собственному желанию                             | Беспартийный                                                           |
| 7  | Олег Евгеньевич Булеков            |            | 17 декабря 2014  | 14 сентября 2017 | 3 года        | Победа в конкурсе                  | Окончание контракта                                 | Единая Россия                                                          |
| 8  | Сергей Юрьевич Карабасов (и. о.)   |            | 15 сентября 2017 | 30 мая 2019      | 2,5 года      | Назначен городской думой           | По собственному желанию                             | Единая Россия                                                          |
| 9  | Елена Борисовна Сорокина           |            | 10 сентября 2019 | 29 мая 2023      | 4 года        | Назначена городской думой          | По собственному желанию                             | Беспартийная                                                           |
| 10 | Виталий Евгеньевич Артёмов (и. о.) |            | 29 мая 2023      |                  |               | Назначен и.о. мэра городской думой |                                                     | Беспартийный                                                           |

- Во время действия контрактного замещения должности мэра указано количество лет в должности, вместо сроков, который указаны во время действия прямых выборов.

## Список выборов
2014 год
Конкурс на должность 7-го мэра Рязани.

После добровольной отставки Виталия Артёмова на должность мэра выдвинулись 5 кандидатов.
- Александр Ачалов — предприниматель
- Антон Князев — заместитель координатора регионального отделения ЛДПР, депутат Рязанской городской думы
- Александр Селиванов — руководитель центра молодёжных и международных проектов РГУ
- Денис Никитин — координатор регионального отделения ЛДПР
- Олег Булеков — первый заместитель председателя Правительства Рязанской области, выдвинут на конкурс партией Единая Россия, поддержан действующим губернатором области Олегом Ковалёвым.

КПРФ отказалась выдвигать своего кандидата.
Кандидаты от ЛДПР Денис Никитин и Антон Князев были сняты с конкурса. Причиной стало их несоответствие требованиям регионального закона о муниципальной службе в части стажа.
17 декабря 2014 года на заседании Рязанской городской думы тайным голосованием Олег Булеков был назначен на должность мэра Рязани. За принятие этого решения проголосовали 33 депутата, против – 4, при этом известно что фракция КПРФ проголосовала против его кандидатуры.